# 狄景襄
狄景襄（1908年12月—1995年1月），男，山西崞县人，中华人民共和国政治人物，曾任上海市革命委员会副主任，上海市人大常委会副主任。